# 1844年逝世人物列表
下面是1844年逝世的知名人士列表。
1844年逝世人物列表：1月 - 2月 - 3月 - 4月 - 5月 - 6月 - 7月 - 8月 - 9月 - 10月 - 11月 - 12月

## 1-6月

### 1月25日
- 埃爾隆伯爵讓-巴蒂斯特·德魯埃，法國元帥

### 1月27日
- 查理斯·諾迪爾，法國作家

### 1月29日
- 恩斯特一世，薩克森-科堡和哥達公爵

### 2月3日
- 弗雷德里克·龐森比，第三代貝斯伯勒伯爵

### 2月15日
- 第一代西德默斯子爵亨利·阿丁頓，英國首相

### 2月27日
- 尼古拉斯·比德爾，美國第二銀行行長

### 3月
- 卡洛塔，古巴奴隸叛軍領袖

### 3月6日
- 加布里埃爾·杜瓦爾，美國政治家和美國最高法院大法官

### 3月8日
- 卡尔十四世·约翰，法國拿破崙將軍

### 3月20日
- 克勞德·皮埃爾·帕約爾，法國軍事領袖

### 4月3日
- 愛德華·比格，英國神職人員，林迪斯法恩第一大執事

### 4月13日
- 间宫林藏，日本薩哈林島探險家

### 4月17日
- 詹姆斯·斯嘉麗·阿賓格，英國法官

### 5月18日
- 理查·麥卡蒂，美國政治家

### 6月13日
- 湯瑪斯·查理斯·霍普，蘇格蘭化學家，鍶的發現者

### 6月15日
- 湯瑪斯·坎貝爾，蘇格蘭詩人

### 6月27日
- 海倫·史密斯，美國後期聖徒領袖
- 約瑟·斯密，美國後期聖徒運動的創始人

## 7-12月

### 7月11日
- 葉夫根尼·巴拉廷斯基，俄羅斯詩人、哲學家

### 7月27日
- 约翰·道尔顿，英國化學家、物理學家

### 7月28日
- 约瑟夫·波拿巴，拿破侖一世的兄弟，那不勒斯和西班牙國王[1]

### 7月29日
- 弗朗兹·克萨韦尔·沃尔夫冈·莫扎特，奧地利作曲家

### 11月14日
- 弗洛拉·特里斯坦，法國女權主義者

### 11月29日
- 格洛斯特的索菲亞公主

### 12月2日
- Eustachy Erazm Sanguszko，波蘭軍事領導人

### 12月14日
- 梅爾喬·穆斯奎斯，墨西哥第五任總統

### 12月24日
- 弗裡德里希·伯恩哈德·韋斯特法爾，丹麥-德國畫家

## 日期不詳
- 鄭一嫂，中國海盜
- 羅伯特·泰勒，英國激進派作家，自由思想宣導者